# Apogonia latidentata
Apogonia latidentata är en skalbaggsart som beskrevs av Kobayashi 2009. Apogonia latidentata ingår i släktet Apogonia och familjen Melolonthidae. Inga underarter finns listade i Catalogue of Life.